# Perro Aguayo Jr.
Pedro Aguayo Ramírez (23. července 1979 Ciudad de México – 21. března 2015 Tijuana) byl mexický profesionální wrestler a promotér, známý jako Perro Aguayo Jr. nebo El Hijo del Perro Aguayo. 

## Životopis
Pedro Aguayo Ramírez se narodil 23. července 1979 v Ciudad de México. Jeho otec Perro Aguayo byl rovněž mexický wrestler.
Známým se stal vystupováním ve společnosti Consejo Mundial de Lucha Libre (CMLL) v polovině roku 2004. V říjnu 2008 organizaci opustil a založil vlastní nezávislou profesionální wrestlingovou společnost Perros del Mal Producciones. V červnu 2010 se po sedmileté pauze vrátil do Lucha Libre AAA Worldwide.
Zemřel 21. března 2015 při zápase na zástavu srdce a zlomeninu třech obratlů. Po své smrti byl uveden do Síně slávy AAA a Síně slávy Wrestling Observer Newsletter.

## Úspěchy a ocenění
- AAA / Lucha Libre AAA World Wide
  - Mexican National Atómicos Championship (1x)
  - Mexican National Light Heavyweight Championship (1x)
  - Mexican National Tag Team Championship (3x)
  - Copa Triplemanía XXII (2014)
  - Rey de Reyes (2012)
  - AAA Hall of Fame (2015)
- Consejo Mundial de Lucha Libre
  - CMLL World Trios Championship (1x)
  - Torneo Gran Alternativa (2006)
  - Leyenda de Plata (2004)
- Pro Wrestling Illustrated
  - Ranked No. 8 of the 500 best singles wrestlers in the PWI 500 in 2007
  - Ranked No. 301 of the top 500 greatest wrestlers in the "PWI Years" in 2003
- World Wrestling Association
  - WWA World Tag Team Championship (3x)
- Wrestling Observer Newsletter
  - Rookie of the Year (1995)
  - Wrestling Observer Newsletter Hall of Fame (2015)